# Десислава Шпатова
Десислава Шпатова е българска театрална режисьорка и педагожка. Известна е с авторските си спектакли „Медея“ и „Една българка“, проекти на сдружение „Легал Арт Център“.

## Биография
Шпатова е родена на 2 септември 1971 година в София. Театралното си образование получава в Нов български университет, където през 1998 г. завършва бакалавърската програма по актьорско майсторство, а през 2016 г. става магистър по театрална режисура. През 2002 г. е стипендиант на програма „Артслинк“, Ню Йорк, където разработва проектна идея и работи в мултикултурен екип. През 2021 г. защитава докторска степен в направление „Филмово и театрално изкуство“ с дисертационен труд на тема „Ингмар Бергман на българската театрална сцена“. 
От 1999 г. Шпатова излиза на свободна практика като театрален режисьор. През същата година учредява сдружение с нестопанска цел „Легал арт център“ за независим театър заедно с актрисата Снежина Петрова, с която продължават да създават спектакли и до днес. Дебютира с постановката „Една любов на Жуан“ по текстове на Достоевски и Пушкин в Сатиричния театър „Алеко Константинов“. През годините поставя в Народния театър „Иван Вазов“, Театър 199 „Валентин Стойчев“, Сатиричния театър „Алеко Константинов“, Драматичния театър „Стоян Бъчваров“, Театралната работилница „Сфумато“, Младежкия театър „Николай Бинев“, Драматичния театър „Адриана Будевска“, Малък градски театър „Зад канала“ и Нов драматичен театър „Сълза и смях“. Участва на международни фестивали в Румъния, Франция, Италия и Македония с представления. Десислава Шпатова работи с глухи актьори в два поредни проекта.
От 2005 г. е хонорувана преподавателка в Нов български университет, департамент „Театър“. През 2018 г. е асистент в департамента, а през 2022 г. - главен асистент доктор.
През 2019 г. Шпатова и актрисата Снежина Петрова разработват проекта „Медея“ на „Легал арт център“ в рамките на „Пловдив – Европейска столица на културата 2019“. Проектът има силен социален фокус. Инициативата събира в съвместна работа утвърдени имена от областта на театъра, деца от различни етноси в Пловдив – от ромската, турската, еврейската, арменска и българска общност, както и студенти от НБУ, стажанти, обучаващи се в различни хуманитарни и творчески специалности. Проектът завършва с мащабен спектакъл, режисиран от Десислава Шпатова, на Античния театър, на 28 юни 2019 г., който представя трагедията на Еврипид в нов превод от старогръцки език. Спектакълът продължава да се играе и до днес на сцената на Театър Азарян
През 2021 г. Шпатова режисира моноспектакъла на Снежина Петрова по разказа „Една българка“ на Иван Вазов, който отново е по проект на „Легал Арт Център“.

## Театрални постановки
- 2021 г.
  - “Дракула - кървавата истина” по “Дракула” от Брам Стокър, Университетски театър на Нов български университет, София;
  - „Една българка“ по Иван Вазов, Театър Азарян и сдружение „Легал арт център“, София;
  - „Жените срещу Дон Жуан“ на Ерик-Еманюел Шмит, Университетски театър на Нов български университет, София;
  - "Мислопрестъпление.1984 " по Джордж Оруел, Драматично-куклен театър „Константин Величков“, Пазарджик;
- 2020 г.
  - „Репетиция от грешки“ по У. Шекспир, Университетски театър на Нов български университет, София;
  - „Ферма на животните“ по Джордж Оруел, Театър 199 "Валентин Стойчев", София;
- 2019 г.
  - „Медея“ на Еврипид, „Пловдив – Европейска столица на културата 2019“, Театър „Азарян“; Независим проект на „Легал арт център“, Пловдив, София.
  - „Монтажът на моя филм“, Драматичен театър „Стоян Бъчваров“, Варна
  - „Гераците“ по Елин Пелин, Драматичен театър „Адриана Будевска“, Бургас;
- 2018 г.
  - „Йо йо Йонеско“ по Йонеско, Университетски театър на Нов български университет;
  - „Езерото“ на Олег Дурненков, Университетски театър на Нов български университет;
- 2015 г.
  - „Последен квартет“ по Ярон Зилберман , Театрална работилница „Сфумато“, София;
  - „Двама бедни румънци говорещи полски“ на Дорота Масловска, Театрална работилница „Сфумато“; Независим проект на „Легал арт център“, София;
  - „Промяната“ по Лив Улман и Ингмар Бергман, Университетски театър на Нов български университет, София;
  - „Влюбените“ на Карло Голдони, Университетски театър на Нов български университет, София;
- 2014 г.
  - „Нещо ме гризе“ по Камен Донев, Университетски театър на Нов български университет, София;
- 2013 г.
  - „Часът на вълците“ на Ингмар Бергман, Младежки театър „Николай Бинев“, София;
  - „Момчето от последния чин“ на Хуан Майорга, Драматичен театър „Адриана Будевска“, Бургас;
  - „Всичко ни е наред“ на Дорота Масловска, НТ „Иван Вазов“, София;
- 2012 г.
  - „Идиот 2012“ по Ф. М. Достоевски, НТ „Иван Вазов“, София;
- 2010 г.
  - "Ангели в Америка" от Тони Кушнер, НТ „Иван Вазов“, София;
  - "Самоубиецът" от Николай Ердман, Драматично-куклен театър „Константин Величков“, Пазарджик;
  - "Конструкция на освободеното въображение" по Й. Йонеско, Драматичен театър „Сава Огнянов“, Русе;
- 2009 г.
  - "Тихи невидими хора“ от Яна Борисова, Младежки театър "Николай Бинев", София;
  - "Гълъбът" от Патрик Зюскинд, НТ "Иван Вазов", София;
- 2008 г.
  - "Изкуството да смиташ боклука под килима" по Ингмар Бергман, Драматично-куклен театър „Константин Величков“, Пазарджик.
- 2007 г.
  - "Градината" по „Три сестри“ на Антон Чехов, Университетски театър на Нов български университет и Театрална работилница „Сфумато“, София;
  - "ЛЕТЕНЕ" на Оля Мухина, Малък градски театър „Зад канала“, София
- 2006 г.
  - „Кафе и цигари" по Джим Джармуш, Театрална работилница „Сфумато“ и Нов драматичен театър "Сълза и смях". Независим проект на „Легал арт център“.
  - "Отделената глава" , Айрис Мърдок, Сатиричен театър „Алеко Константинов“
- 2005 г.
  - "Психоза 4.48" от Сара Кейн, Международен театрален фестивал „Варненско лято“ и Театрална работилница „Сфумато“; Независим проект на „Легал арт център“.
- 2003 г.
  - „DJ“ от Георги Господинов, Сатиричен театър „Алеко Константинов“, София;
- 2002 г.
  - "Дзен порно" на Милена Фучеджиева, Сатиричен театър „Алеко Константинов“, Театър "Ла Мама" Ню Йорк;
  - "Слугините" на Жан Жьоне, Сатиричен театър „Алеко Константинов“; Независим проект на „Легал арт център“, София;
- 2001 г.
  - "Жени на ръба" по Педро Алмодовар, Театър 199 "Валентин Стойчев"; Независим проект на „Легал арт център“, София;
- 2000 г.
  - "Идиот", Младежки театър „Николай Бинев“; Независим проект на „Легал арт център“, София;
- 1999 г.
  - "Опасни връзки", Шодерло дьо Лакло , Сатиричен театър „Алеко Константинов“; Независим проект на „Легал арт център“, София;
  - "Отвъд Отвъд" , ДТ "Любомир Кабакчиев", Казанлък (18.03.1999) и на Сцена на 4-тия етаж на Народен театър "Иван Вазов", София (05.2000г.) Независим проект на „Легал арт център“.
- 1998 г.
  - „Една любов на Жуан“ , Пушкин и Достоевски, Сатиричен театър „Алеко Константинов“; Независим проект на „Легал арт център“, София;

## Гастроли и участия в международни фестивали
- 2018 г.
  - Селекция със спектакъл в Международен фестивал на театралните училища Проект "Истрополитана", Братислава;

- 2017 г.
  - Селекция със спектакъл в 26-то издание на МТФ SETKÁNÍ/ENCOUNTER, Бърно, Чехия;

- 2014 г.
  - Селекция със спектакъл в 21-то издание на МТФ Сибиу, Румъния;
- 2007 г.
  - Селекция със спектакъл във фестивала „Охридско лято“, Северна Македония;
  - Селекция със спектакъл във ITF “MITTELFEST”, Чивидале, Италия;
- 2006 г.
  - Селекция със спектакъл в ITF “MASZK/THEALER”, Сегед, Унгария;
  - Селекция със спектакъл в ITF BABEL EUROPA, Руан, Франиция;
- 2003 г.
  - Селекция със спектакъл в ITF “MASZK/THEALER”, Сегед, Унгария;
- 2002 г.
  - Представяне на спектакъл в Театър "La Mama", Ню Йорк;

## Списък с публикации
Шпатова, Десислава. Мемоарите на Ингмар Бергман – другото лице на гения.
- IIІ Млад научен форум за театър кино, сцена, и визуални изкуства – 2020. София :
- НБУ, 2020. – с. 189-199. Рецензирано: не; Реферирано: да

Шпатова, Десислава. Ингмар Бергман: от детската стая до световната сцена.:
- списание АРТизанин, брой 16 / 2019. – с. 175-181. София. Рецензирано: не;

- Реферирано: да

Шпатова, Десислава. Театралното творчество на режисьора Ингмар Бергман.
- Годишник на департамент „Масови комуникации“. София : НБУ, 2018. – с. 143-157.
- Рецензирано: не; Реферирано: да